# Пояконда
Поя́конда — сельский населённый пункт в Кандалакшском районе Мурманской области России. Входит в городское поселение Зеленоборский.
Одноимённая станция Октябрьской железной дороги.

## География
Стоит на Ругозёрской губе Белого моря. Поблизости от Пояконды находится Беломорская биологическая станция МГУ.

## История
В 1987 г. поселок железнодорожной станции Пояконда Тэдинского сельсовета Лоухского района Карельской АССР с территорией общей площадью 220 га передан в состав Мурманской области.
Распространена легенда о том, что на станции Пояконда родился Венедикт Ерофеев, о чем силами студентов МГУ была установлена памятная доска на здании станции. Документами эта легенда не подтверждается, хотя Венедикт Ерофеев действительно родился в этих краях.

## Население
| 2002 | 2010 |
| ---- | ---- |
| 122  | ↘78  |

Численность населения, по данным Всероссийской переписи населения 2010 года составляет 78 человек, из них 34 мужчины (43,6 %) и 44 женщины (56,4 %).